# South Jacksonville (Illinois)
Pour les articles homonymes, voir South Jacksonville.
South Jacksonville est un village situé au centre du comté de Morgan dans l'Illinois, aux États-Unis,. Il est incorporé le 10 août 1911.

## Démographie
Lors du recensement de 2010, le village comptait une population de 3 331 habitants. Elle est estimée, en 2016, à 3 230 habitants.

### Source de la traduction
- (en) Cet article est partiellement ou en totalité issu de l’article de Wikipédia en anglais intitulé « South Jacksonville, Illinois » (voir la liste des auteurs).